# Russalka Nikolov
Russalka Nikolov (* 12. März 1952 in Sofia, Bulgarien) ist eine deutsche Kunsthistorikerin und war 2011 bis 2017 Direktorin des Verkehrsmuseums Nürnberg der Deutschen Bahn AG (DB AG).

## Leben
Russalka Nikolov studierte Kunstgeschichte, Neuere Deutsche Literatur und Klassischer Archäologie an der Universität Hamburg und war ab 1988 für die Hansestadt Lübeck im Rahmen der Eintragung der Stadt in die UNESCO-Welterbeliste tätig. Seit 1992 war sie Geschäftsführerin des Wissenschaftlichen Instituts für Schifffahrts- und Marinegeschichte in Hamburg, das sich mit der schifffahrtshistorischen Sammlung von Peter Tamm beschäftigte. Dort betreute sie u. a. zahlreiche Ausstellungen und Publikationen. Ab 2002 wurde sie gemeinsam mit dem Stifter Peter Tamm zum Vorstand der neuen Peter Tamm Sen. Stiftung bestellt. Dort hat sie das Internationale Maritime Museum Hamburg in Führungsposition konzipiert und aufgebaut. 2008 bis 2011 war sie für die Stiftung Zukunft Berlin tätig.
Vom 1. Mai 2011 bis 6. Juli 2017 leitete sie als Direktorin das DB Museum Nürnberg. Dort kuratierte sie Ausstellungen zum Thema Mobilität sowie mehrere Kunstausstellungen. Nach fast vollständiger Sanierung und Umgestaltung des Museums unter ihrer Leitung verzeichnete das DB Museum 2016 einen Besucherrekord: Mit mehr als 235.000 Gästen war es das publikumsstärkste Jahr seit der Entstehung. Für den Zuwachs sorgten Ausstellungen wie „Götterdämmerung – Ludwig II.“, „Dialog im Stahl“ „One Station – Poesie der Bahnhöfe“, „von ZERO an“, „Planet Railway – Schweiz“ oder „Luft Wasser Schiene Straße“.
Nikolov ist Vorsitzende des Freundeskreises des DB Museums.

## Veröffentlichungen (Auswahl)
- Die Forderung des Tages. Carl Georg Heise in Lübeck 1920–1933. Schmidt-Römhild, Lübeck 1990.
- Carl Georg Heise in Lübeck: 1920–1933, in: Henrike Junge-Gent (Hrsg.): Avantgarde und Publikum Zur Rezeption Avantgardistischer Kunst in Deutschland 1905-1933. Böhlau, Köln; Weimar; Wien 1992, ISBN 978-3-412-02792-6
- Schifffahrt und Kunst aus Italien. art maritim ’92. Schiffahrts-Verlag Hansa, Hamburg 1992.
- (Hrsg.) Das Burgkloster zu Lübeck. Colemann, Lübeck 1992, ISBN 978-3-87128-033-7.
- mit Ernesto Potthoff: Schiffahrt und Kunst aus den USA. art maritim '93. Schiffahrts-Verlag Hansa, Hamburg 1993, ISBN 3-87700-088-6.
- Schiffahrt und Kunst aus Japan. art maritim '94. Schiffahrts-Verlag Hansa, Hamburg 1994, ISBN 3-87700-092-4.
- Schiffahrt und Kunst aus Russland. art maritim '95. Schiffahrts-Verlag Hansa, Hamburg 1995, ISBN 3-87700-097-5.
- Meisterwerke aus der Schiffahrt. Von der Ostsee in die Welt. Ausstellung im Schiffahrtsmuseum Flensburg. Storck & Co., Hamburg 1996.
- Schiffahrt und Kunst aus Portugal. Schiffahrts-Verlag Hansa, Hamburg 1996, ISBN 3-87700-100-9.
- Schiffahrt und Kunst aus den Niederlanden. Schiffahrts-Verlag Hansa, Hamburg 1997.
- Schiffahrt und Kunst aus Schweden. Schiffahrts-Verlag Hansa, Hamburg 1998.
- Schiffahrt und Kunst aus Spanien. Schiffahrts-Verlag Hansa, Hamburg 1999.
- Schiffahrt und Kunst aus Norwegen. Koehlers Verlagsgesellschaft, Hamburg 2000.
- Schiffahrt und Kunst aus Dänemark. Koehlers Verlagsgesellschaft, Hamburg 2001.
- Schiffahrt und Kunst aus England. Koehlers Verlagsgesellschaft, Hamburg 2002
- Schiffahrt und Kunst aus Griechenland: art maritim 2003. Schiffahrts-Verlag Hansa, Hamburg 2003.
- Kunst mit weitem Horizont. 400 Jahre Marienmalerei. Koehlers Verlagsgesellschaft, Hamburg 2003
- (Hrsg.): Schiffahrt und Kunst aus Deutschland. Mittler und Sohn, Hamburg 2004.
- (Hrsg.): Welt unter Segeln. art maritim 2005. Koehlers Verlagsgesellschaft, Hamburg 2005.
- (Hrsg.). Schifffahrt und Kunst aus der Türkei: art maritim 2006. Schiffahrts-Verlag Hansa, Hamburg 2006.
- mit E. Lehmann, M. Schneider, J. M. Witt, H. Ringstorff: Gebrannte Größe – Wege zur Backsteingotik. Bd. 4: Stralsund – Maritime Macht. Deutsche Stiftung Denkmalschutz, Bonn 2002, ISBN 3-935208-16-2.
- mit M. Gretzschel, M. Zapf: Schifffahrtsgeschichte ist Menschheitsgeschichte: Peter Tamm und das Haus an der Elbchaussee. Internationales Maritimes Museum, Hamburg 2008.
- (Hrsg.): Von der Saxonia zum ICE. 175 Jahre Eisenbahn in Sachsen. Transpress, Stuttgart 2014, ISBN 978-3-613-71476-2.
- (Hrsg.): One Station – Poesie der Bahnhöfe. Christian Höhn. Verlag für moderne Kunst, Nürnberg 2014, ISBN 978-3-86984-539-5.
- (Hrsg.): Karen Michels: Von Zero an. Die Kunstsammlung der DB Stiftung. Verlag für Moderne Kunst, Nürnberg 2015, ISBN 978-3-86984-531-9.